# Jean Reder
Jean Reder este un actor român de film, televiziune și de teatru. A jucat în filme ca Pădurea spânzuraților (1965), Cu mâinile curate (1972) și Prin cenușa imperiului (1976).

## Teatru
Teatrul Național Radiofonic
- 1963 - Hamlet de  William Shakespeare- Traducere de Ștefan Runcu. Adaptare radiofonică de Mihnea Gheorghiu[2]
- 1973 - Istoria ieroglifică de Dimitrie Cantemir - ep. 1. Dramatizarea radiofonică: Valeriu Sîrbu[3]
- 1973 - Pamela de Carlo Goldoni. Adaptare radiofonică de Nicolae David.[4]
- 1976 - Viața e vis de Pedro Calderón de la Barca. Traducerea: Alexandru Popescu Telega. Adaptarea radiofonică: Vlaicu Bârna.[5]
- 1981 -  Moara cu noroc de Ioan Slavici. Adaptarea radiofonică: Dan Costescu[6]
- Jacques fatalistul și stăpânul său de Denis Diderot[7]
- Cidul de  Pierre Corneille

## Filmografie
- Pădurea spînzuraților (1965) - ofițer
- Cu mîinile curate (1972)
- Dincolo de pod (1976) - Liubiceck
- Prin cenușa imperiului (1976) - feldwebelul[8]
- Tănase Scatiu (1976)

- O scrisoare pierdută (1977) regia Liviu Ciulei
- Faust (1975) - Cardinalul / Al doilea învățat; regia Letiția Popa
- Cireșarii (1972)

## Distincții
- Medalia Muncii (28 ianuarie 1954) „cu ocazia împlinirii a cinci ani de activitate a Teatrului de Stat din Arad, Teatrului de Stat din Brăila, Teatrului Maghiar de Stat din Cluj, Teatrului Evreesc de Stat din București, Teatrului Maghiar de Stat din Oradea, Teatrului de Stat din Ploești, Teatrului de Stat din Pitești, Teatrului de Stat din Reșița, Teatrului de Stat din Sibiu, Teatrului Maghiar de Stat din Sf. Gheorghe, Teatrului de Stat din Orașul Stalin, Teatrului Secuesc de Stat din Târgu Mureș, Teatrului Evreesc de Stat din Iași, Teatrului de Stat din Timișoara și pentru merite în activitatea artistică”[9]